# Pizzo di Moscio
Il Pizzo di Moscio (2.411 m s.l.m.) è una cima montuosa dell'Appennino abruzzese.

## Descrizione
Il monte appartiene alla catena dei Monti della Laga, sulla linea spartiacque tra le provincie di Teramo e Rieti, sulla linea si cresta che unisce Monte Gorzano a Cima Lepri e Pizzo di Sevo. 
Guarda a est il boscoso versante teramano dei Monti della Laga fino ai Monti Gemelli, verso ovest la conca di Amatrice, il Monte Pozzoni e il Terminillo, a nord i Monti Sibillini e a sud il Gran Sasso d'Italia.